# Lista över hovrättsråd i Göta hovrätt
Detta är en lista över hovrättsråd i Göta hovrätt.

## Hovrättsråd i Göta hovrätt

### 1600-talet
- 1661–1662: Carl Mörner af Tuna
- 1661–1663: Per Ribbing
- 1664–1665: Gustaf Posse
- 1665–1675: Ebbe Ulfeldt
- 1669–1682: Tord Bonde

### 1700-talet
- 1719–1733: Hans Georg Strömfelt
- 1728–1735: Jacob Clerck
- 1732–1734: Samuel Ausén
- 1733: Bastian Bering
- 1752–1753: Johan Magnus Hall
- 1752–1759: Göran Adolf Rutensköld
- 1756–1759: Gudmund Erik Löwenhielm
- 1757–1761: Germund Carl Cederhielm
- 1757–1761: Joachim Beck-Friis
- 1759–1762: Josua Planck
- 1761–1787: Johan Fredrik de Bruce
- 1761–1767: Anders Lundeberg
- 1762–1793: Johan Gabriel Bildensköld
- 1762–1783: Jonas Linnerhielm
- 1762: Olof von Nackreij
- 1764–1778: Frants Christian Crusebjörn
- 1764–1782: Eric Berghius
- 1764–1767: Erland Junbeck
- 1768–1773: Anders Ebbeltoft
- 1770–1772: Johan Wilhelm von Schaeij
- 1772–1792: Casper Ludvig von Böhnen
- 1782–: Christopher Risell
- 1782–1796: Gustaf Mauritz Posse
- 1788–1796: Alexander Pereswetoff-Morath
- 1793–: Pehr Arnell
- 1793–1795: Casten von Otter
- 1793–: Adolph Fredrik Sparrsköld
- 1794–1801: David Sack
- 1794–: Anders Wåhlin
- 1796–: Gabriel Adlerbrant
- 1796–: Anders Grapengiesser

### 1800-talet
- 1800–1803: Gustaf Gabriel Silfverhielm
- 1803–: Gustaf Tegmansköld